# The Fame
A The Fame Lady Gaga amerikai énekesnő debütáló stúdióalbuma. 2008. augusztus 19-én jelent meg az Interscope Records kiadónál. Miután 2008-ban csatlakozott a Kon Live Distributionhöz és a Cherrytree Recordshoz, Gaga különböző producerekkel, elsősorban RedOne-nal, Martin Kierszenbaummal és Rob Fusarival kezdett dolgozni az albumon. Zeneileg a The Fame egy elektropop, szintipop és dance-pop album, amely az 1980-as évek zenéjének hatásait érzékelteti. Dalszövege Gaga hírnév iránti szeretetét mutatja be általánosságban, miközben olyan témákkal is foglalkozik, mint a szerelem, a szex, a pénz, a drogok és a szexuális identitás. Dalai főként arról szólnak, miképp érezhet egy híresség, milyen hatással van rá, hogy sikeres és gazdag lesz, a figyelem középpontjába kerül. Az albumot elsősorban a The Fame Ball Tour és több televíziós szereplés révén népszerűsítették, majd 2009. november 18-án a The Fame Monster deluxe kiadásában újra kiadták.
Az album általánosságban pozitív fogadtatásban részesült a kritikusoktól, akik dicsérték a dalszöveget, Gaga zeneiségét és énekesi képességeit. Kereskedelmileg hatalmas sikert aratott az album; számos országban, köztük az Egyesült Királyságban, Kanadában, Németországban, Írországban, Lengyelországban és Svájcban a slágerlisták élére került. Az Egyesült Államokban a Billboard 200-as albumlistán a második helyig jutott, valamint rekordnak számító több mint 150 héten át vezette a Dance/Electronic Albums listát. A The Fame a 2009-es év ötödik legkelendőbb albuma volt, és 2019 januárjáig több mint 4,9 millió példányban kelt el az Egyesült Államokban. A The Fame Monsterrel együtt az albumból 2019 augusztusáig több mint 18 millió példányt adtak el világszerte.
Gaga számos televíziós műsorban lépett fel, illetve jelent meg díjkiosztókon, amikkel albumát népszerűsítette. Első önálló turnéján, a 2009-es The Fame Ball Touron előadta az album dalainak nagy részét. A The Fame első két kislemeze, a Just Dance és a Poker Face kitörő nemzetközi sikert arattak, és a világ számos országában, köztük az Egyesült Államokban, az Egyesült Királyságban és Ausztráliában is listavezetők voltak. Az ezt követő LoveGame és Paparazzi című kislemezek szintén sikeresek voltak kereskedelmileg, és világszerte több mint tíz országban kerültek a Top 10-es mezőnybe. Az Eh, Eh (Nothing Else I Can Say) csupán néhány országban jelent meg kislemezen, míg a Beautiful, Dirty, Rich promóciós kislemezként szolgált
A The Fame megjelenése óta számos díjban részesült. Az Egyesült Államokban az albumot összesen öt Grammy-díjra jelölték az 52. Grammy-díjátadón, köztük Az év albuma kategóriában. A lemez végül elnyerte A legjobb dance/elektronikus albumnak, a Poker Face pedig megkapta a A legjobb dance felvételnek járó Grammy-díjakat. A 2010-es Brit Awards-on elnyerte A legjobb nemzetközi albumnak járó elismerést. 2013-ban a Rolling Stone magazin a The Fame-met „Minden idők 100 legjobb debütáló albuma” közé választotta. 2018-ig bezárólag az Egyesült Államok Billboard 200-as listájának minden idők 12. legsikeresebb albuma.

## Inspirációk

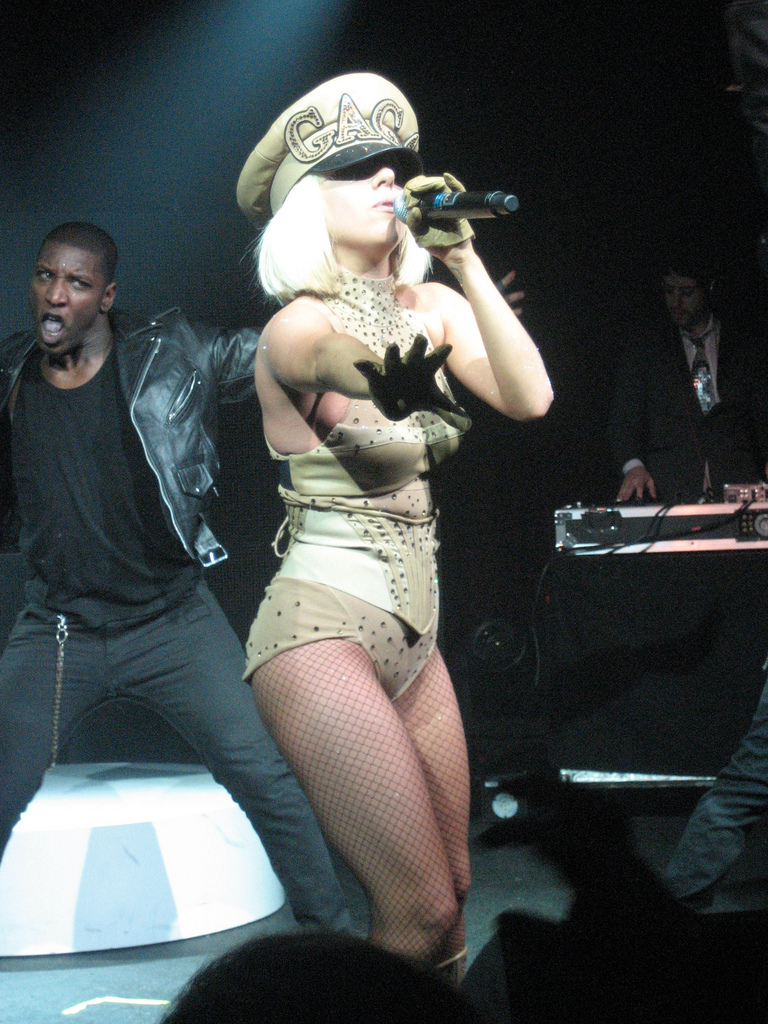
Lady Gaga Poker Face című dala előadása közben The Fame Ball turnéján.

Művésszé válása során, mely alatt bejárta New York underground klubjainak színpadait, Lady Gaga elkészítette debütáló stúdióalbumát, a The Fame-et (A hírnév). Az album címét és elképzeléseit így foglalta össze: „A The Fame arról szól, miképp érezheti magát bárki híresnek. […] Azonban ez egy megosztható hírnév. Meg akarlak titeket hívni minden buliba. Azt akarom, hogy az emberek érezhessék ennek az életmódnak egy részét.” A brit MTV-vel készített interjú során az énekesnő elmondta, hogy két és fél évig dolgozott az albumon, és 2008 januárjában egy hét alatt lett kész az album felével. A dalszövegek megírása mellett Gaga a dalok zenei részének munkálataiban is részt vett, többek között RedOne zenei producerrel közösen. Gaga elmondása szerint az album első száma, a Just Dance egy igazán vidám dal, „amit ha meghallgatsz, a jókedv téged is elönt legbelül”. Ereje egyszerűségében rejlik, mindössze azt a hangulatot szerette volna benne visszaadni, mikor mindannyian jól érezzük magunkat. A második dal a LoveGame, melynek inspirációját Gaga abból merítette, hogy egy idegen férfi iránt erős szexuális vonzalmat érzett egy bárban, és azt mondta neki: „I wanna ride on your disco stick” (»Lovagolni akarok a diszkópálcádon«). Az összesen négy perc alatt megírt dalszöveg ezen a „disco stick” kifejezésen alapul, amelyet Gaga a férfi nemi szerv metaforájaként használt. A Paparazzi többféleképpen értelmezhető. Az About.commal készített interjúban Gaga azt nyilatkozta, hogy a dalt a szerelem és a hírnév iránti éhsége, illetve az ezekért tett erőfeszítések ihlették. Alapvetően egy szerelmes dal, melyben azt a kérdést teszi fel, hogy megkaphatja-e valaki a hírnevet és az igaz szerelmet egyszerre.
A Poker Face ihletét Gaga korábbi udvarlóiból merítette, akik odavoltak a szerencsejátékokért, de ezen kívül a biszexualitás iránti tapasztalatait is magába foglalja; a nőkről folytatott fantáziáit, miközben férfival létesít szexuális kapcsolatot – erre utal a címben is szereplő „pókerarca”. Boys Boys Boys című dalával a Mötley Crüe hasonló című Girls, Girls, Girls számának szerette volna egy női változatát elkészíteni. A Beautiful, Dirty, Rich ihletét saját magának mélyebb megismerésével kapta, mikor még New York Lower East Side nevű részében élt és drogozott. Az Eh, Eh (Nothing Else I Can Say) a régi párkapcsolatból való kilépésről és egy új kereséséről szól. A Brown Eyes-t a Queen együttes inspirálta, és Gaga szerint a leginkább sebezhető dal az albumról.
Gaga elmondta, hogy nagyon hiányolja a jelenlegi popzenéből a zene és a vizualitás közötti kapcsolatot, amit ő nagyon fontosnak érez. Dalait rendszerint szürreális jelmezekben, számos színpadi eszközöket használva adja elő. Elmondta, hogy albumával és az azt népszerűsítő koncertekkel szeretné visszahozni a klasszikus előadóművészetet. Albumát így jellemezte:

„A The Fame nem arról szól, hogy ki vagy, hanem arról, hogy az emberek mennyire meg akarják tudni, hogy ki vagy valójában. […] Szerintem fontos, hogy a művészek kreativitása utat törhessen. Ez nekem is sok időmbe került, de magamba mélyedve végül eljutottam idáig. Büszkébb nem is lehetnék a munkámra. Ez nem csak egy lemez, ez egy igazi popművészeti esemény.”

## Kompozíció

Lady Gaga a címadó The Fame előadása közben a The Monster Ball turnén.

Zeneileg az album a ’70-es évek végi glam rock-zenészektől, mint például David Bowie-tól vagy a Queentől merít. Ezt a glam rock hangzást vegyítette könnyed és fülbemászó popdallamokkal és szövegekkel, hogy elérje az áhított „teátrális popot”. A Poker Face, a Just Dance vagy a LoveGame például gyors tempójú dance dalok, melyek közül a Poker Face sötétebb zenei árnyalatú. A Just Dance szinti alapokon nyugszik, míg a LoveGame sokkal dance-központúbb ütemmel rendelkezik, a Money Honey pedig némileg már a technózene irányába mutat. Az elektronikus zenei hatásokon kívül a dalok tartalmaznak enyhe R&B elemeket is. A Paparazzi fülledt ütemekkel jellemezhető, a The Fame rockos hangzásról tanúskodik, míg a Summerboyra a Blondie együttes zenéje hathatott. Az Eh, Eh (Nothing Else I Can Say) egy ballada, amely összehasonlítva a többi dance-orientált dallal, egészen eltér tőlük. Zeneileg a ’80-as évek szintipop zenéjéhez hasonlítható leginkább, az „Eh, Eh” szöveget pedig Rihanna 2007-es Umbrella című számából kölcsönözhette.
Dalszövegüket tekintve a The Fame dalai a híressé válásról és a népszerűség eléréséről szólnak. A Poker Face-nek burkolt szexuális célzatú szövege van. A BBC szerint a „Mum-mum-mum-mah” szöveget a Boney M. 1977-es slágeréből, a Ma Bakerből vehette át. A Just Dance arról szól, hogy az énekesnő ittas állapotba kerül egy buliban, az alábbi dalszöveggel: „What’s going on on the floor? / I love this record, baby but I can’t see straight anymore” („Mi folyik ott a padlón? / Imádom ezt a számot, de bébi, már alig látok”). A LoveGame a szerelemről, hírnévről, szexualitásról szóló üzenetet hordoz, melyek az album központi témái is egyben. A Paparazzi egy lesifotósról szól, aki követ valakit, és a legnagyobb rajongójává válik. A szöveg arról az érzésről is szól, amikor egy híresség a kamera kereszttüzébe kerül.
Gaga elmondta, hogy bár a hírnév a dalok központi témája, elsődleges célja mégis az volt, hogy a szövegekben hallottakat bárki magára vonatkoztathassa. „Attól hogy nincs pénzed, még érezheted magad gyönyörűnek, mocskosnak és gazdagnak. Minden a döntéseiden múlik […]” – mondta. Emellett beszél egy általa „belső hírnévnek” nevezett érzésről, amely magában foglalja az öntudatosságot, és a hitet abban, hogy bármit elérhetünk az életünkben.

## Kiadás és borító
Az album nyolcadik száma eredetileg régiónként eltérő lett volna: a Money Honeyt szánták a kanadai, a Starstruckot az amerikai és a Vanityt az európai verzióra. Ez végül nem valósult meg. Megjelent viszont egy bővített The Fame album új számokkal és módosított számsorrenddel. Változás történt a borítón is: a „Lady Gaga” felirat itt pirosan szerepelt. Ez a verzió 2008. október 28-án jelent meg az Egyesült Államokban, illetve azokban az országokban, ahol korábban még nem adták ki a The Fame albumot. Írországban 2009. január 9-én, az Egyesült Királyságban pedig 2009. január 12-én megjelent a The Fame egy harmadik változata, amely ismét kisebb változtatást hozott a számok sorrendjében. A borító itt az első változattal azonos maradt.
A Vanity című dal az eredeti tervekkel ellentétben az album egyik változatára sem került rá, csupán a Rhapsody internetes zenei boltban vált hozzáférhetővé azoknak, akik itt vásárolták meg az albumot digitális formátumban.
Az album borítóján Gaga arcát láthatjuk, miközben a „Fame Glasses”-nek nevezett szemüveget viseli, melyet kreatív csapata, a Haus of Gaga tervezett számára. Az album bal szélén látszódik a szintén e csapat által tervezett „Disco Stick” nevű, Gaga fellépései során gyakran használt kellék is. A borító egy régi, 1970–80-as évekből származó olasz Vogue divatlapra emlékeztet, amely Gaga szerint magában hordozza a hírnév fogalmát.

## Kislemezek

Lady Gaga LoveGame című dala előadása közben a The Monster Ball turnén.

A Just Dance című dal jelent meg az albumról első kislemezként, világszerte 2008. június 17-én. Remek kritikákat kapott, klubhimnuszként emlegették, és méltatták a szintipop elemek miatt. A dal meghozta az énekesnőnek első Grammy-jelölését: az 52. Grammy-díjátadóra A legjobb dance kislemez kategóriában kapott nominációt. Nagy kereskedelmi sikereket ért el, hiszen olyan országokban sikerült első helyre kerülnie, mint például az Egyesült Államok, Ausztrália, Kanada, Írország, Hollandia és Nagy-Britannia, de ezen kívül még számos más országban sikerült a legjobb tízbe jutnia. A dalhoz készített, Melina Matsoukas által rendezett videóklip egy házibuli világába vezet el minket.
A Poker Face lett a második kislemez. Szintén jó kritikákat kapott a kritikusoktól, akik kiemelten méltatták a robotszerű hangokat és a refrént. A Just Dance-nél is nagyobb sikereket könyvelhetett el, hiszen majdnem minden országban, ahol megjelent, első helyezést ért el. A Poker Face zsinórban már a második első helyezett dala volt az énekesnőnek a Billboard Hot 100-as listáján. Három kategóriában is jelölték Grammy-díjra: Az év dala, Az év felvétele és A legjobb dance kislemez kategóriákban – utóbbiban a Poker Face-t találták legjobbnak a szervezők. A Ray Kay rendezte, egy luxusvillában és annak medencéjénél játszódó klippel Lady Gaga, elmondása szerint „valami igazán szexit” akart csinálni.
Az album harmadik kislemezeként az Eh, Eh (Nothing Else I Can Say) jelent meg Ausztráliában, Új-Zélandon, Svédországban, Dániában és Franciaországban. A kritikusok eltérő véleményeket fogalmaztak meg a dallal kapcsolatban, voltak akik a '90-es évek nagy europopslágereihez hasonlították, mások azonban kritizálták, mert megtöri az album addigi pörgős lendületét, és emiatt az album egy zavarba ejtő momentuma. Nem tudta meglovagolni az eddigi kislemezek sikereit, Ausztráliában a tizenötödik, Új-Zélandon a kilencedik volt a legjobb helyezése. Legnagyobb sikerét Svédországban érte el a második pozícióval, illetve Franciaországban, ahol hetedik lett. A 2009. január 9-ével kezdődő hétvégén, Los Angelesben forgatott videóklipet Joseph Kahn rendezte, és Lady Gaga olasz gyökereit, illetve „háziasabb oldalát” jeleníti meg.
A LoveGame-et választották harmadik kislemeznek az Egyesült Államokban, Kanadában és néhány európai országban, a negyedikként jelent meg Ausztráliában, Új-Zélandon és Franciaországban. Sokan dicsérték a dalt fülbemászó dallama és az ötletes dalszövege miatt, benne az „I wanna take a ride on your disco stick” szövegrésszel, melyben a „disco stick” a férfi nemi szerv metaforája. Slágerlistás helyezéseit tekintve legnagyobb sikereit az Egyesült Államokban, Ausztráliában és Kanadában érte el, ahol a legjobb 10 közé jutott. Az európai eladásokat összesítő Európai Hot 100 kislemezlistán a hetedik hely volt a dal legjobbja. A LoveGame videóklipjét ugyanazon a hétvégén forgatták, mint az Eh, Eh videóját, és szintén Joseph Kahn rendezte. Bár Los Angelesben forgatták, New York városának világa jelenik meg benne, ahol Lady Gaga felnőtt.
2009. július 6-án jelent meg a The Fame utolsó kislemeze, a Paparazzi. A kritikusok ezt a dalt is pozitívan fogadták, véleményük szerint a legemlékezetesebb és a legtöbb mondanivalóval rendelkező dal az albumról. Sikerült a legjobb ötbe kerülnie Ausztráliában, Kanadában, Írországban és Nagy-Britanniában. A dalhoz készült, Jonas Åkerlund által rendezett videóklip egy kisfilm, melyben Gaga egy ifjú, kudarcra ítélt sztárt alakít, akit barátja kis híján megöl. Később azonban visszavág a férfinak, és ezzel újra visszanyeri a hírnevét és népszerűségét. A videó öt kategóriában jelölést kapott a 2009-es MTV Video Music Awardsra, megnyerve A legjobb művészeti rendezés és A legjobb különleges effektek kategóriák díját.

## Promóció

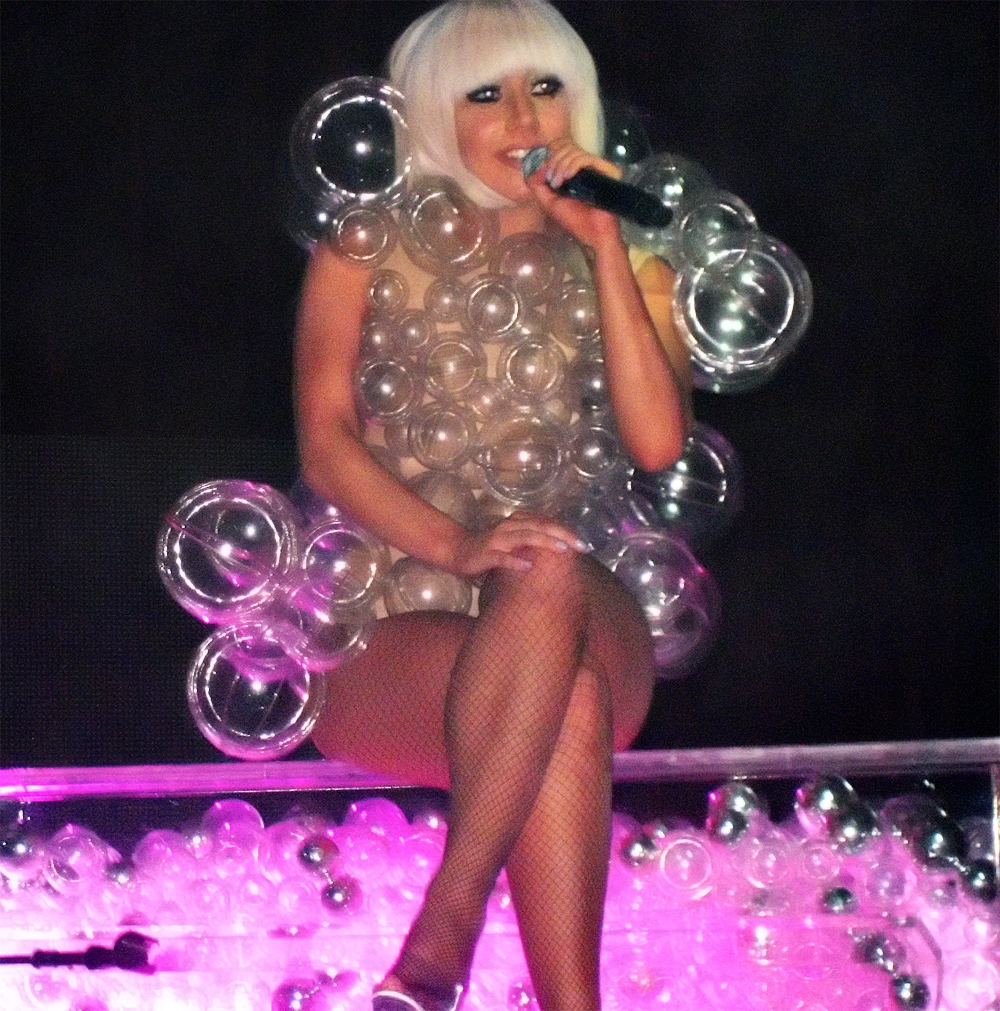
Gaga a közönséghez beszél, miközben különleges műanyag buborékokkal díszített ruháját viseli a The Fame Ballon.

Hogy népszerűsítse az albumot, Gaga számos fellépést tartott világszerte. Első tévés megjelenése 2008. június 7-én volt a meleg és leszbikus közönség számára sugárzott programokról híres Logo amerikai csatorna NewNowNext elnevezésű díjátadóján. Ezután fellépett olyan műsorokban, mint a So You Think You Can Dance, a Jimmy Kimmel Live!, vagy a The Tonight Show with Jay Leno. Vietnámban is fellépett az 57. Miss Universe szépségversenyen. 2009. január 31-én Írországban énekelt az RTÉ One csatorna Tubridy Tonight című műsorában. A The Fame album három száma – a Paparazzi, a Poker Face és a Money Honey – elhangzott a Gossip Girl – A pletykafészek című tv-sorozat részeiben. A 2009. április 1-jei American Idolban Gaga előadta Poker Face című dalát. A 2009-es MTV Video Music Awardson a Paparazzival lépett fel, ahol eljátszotta halálát előadás közben. Az ABC amerikai tv-csatorna Édes drága titkaink (Dirty, Sexy Money) című sorozatának reklámozására Gaga Beautiful, Dirty, Rich című számát használta, amelyhez Melina Matsoukas rendezett videóklipet. A szám eredetileg a The Fame második kislemeze lett volna, de végül a Poker Face-t adták ki helyette. A számhoz két videó is készült, és az egyikben az Édes drága titkaink több jelenete is megtalálható. A dal felkerült a brit kislemez listára, és az internetes letöltéseknek köszönhetően a 83. helyig jutott.
Az album egészének népszerűsítésére Lady Gaga 2009. március 12-én, San Diegóban elindult első, The Fame Ball Tour című világ körüli turnéjára. Az észak-amerikai koncertek után az ausztráliai térségben, majd Európában és Ázsiában folytatta turnéját, amelyet végül két amerikai koncerttel fejezett be 2009 szeptemberében. Gaga „utazó múzeumi show-ként” jellemezte turnéját, amelyben nagy hangsúlyt fektetett Andy Warhol művészeti elképzeléseinek megjelenítésére. A show négy részből állt, és minden részt egy-egy videó vezetett fel. Gaga mindegyik részben új ruhában – vagy inkább jelmezben – lépett színpadra, köztük egy teljes egészében műanyag buborékokból álló ruhában. A show pozitív visszajelzéseket kapott. A kritikusok dicsérték Gaga élő énekhangját, divatérzékét és a színházi elemek profi szintű alkalmazását a koncertek során.

## Fogadtatás

### A kritikusok értékelései
Az album többnyire pozitív kritikákat kapott. Az értékeléseket összegző Metacritic 71 pontot adott rá a 100-ból. Stephen Thomas Erlewine, az AllMusic kritikusa elragadtatottan nyilatkozott az albumról, és igazat adott azoknak, akik az új Madonnaként emlegetik Lady Gagát az album megjelenése óta, mivel szerinte hozzá hasonlóan beemelt a popzenébe új, korábban csak az underground-szférában jelenlévő elemeket. Szintén kiemelte a jól megírt dalszövegeket, amelyek provokatív mögöttes tartalmukkal szintén Madonna popzenéjét idézik. Alexis Petridis, a The Guardian című brit napilaptól, a magukkal ragadó dallamokat nevezte az album legfőbb erejének.
Mikael Wood az Entertainment Weekly-től már kevésbé lenyűgözve nyilatkozott az albumról: „Az albumot rendkívül fárasztóvá teszi az a világról alkotott kép, amelyben csak a szépség, az erkölcstelenség és a pénz uralkodik. Ugyanakkor ebben a környezetben a valós társadalomtól való menekülési kísérlet dalokba öntésének megvan a maga bája.” Evan Sawdey, a PopMatters kritikusa bírálta a Eh, Eh (Nothing Else I Can Say), a Paper Gangsta és a Brown Eyes című számokat, ettől eltekintve jónak tartotta az albumot. Joey Guerra, bár nem érezte újítónak az album számait, méltatta Gagát a Houston Chronicle című amerikai lapban, amiért a dance zenét szélesebb tömegek számára is népszerűvé tette. Genevieve Koski, a The A.V. Club és Sal Cinquemani, a Slant Magazine írója Gaga énekhangját Gwen Stefaniéhoz hasonlította. Cinquemani hangot adott negatív véleményének is: „Gaga dalszövegei átmenetet képeznek az egyszerű és az értelmetlen között, és az énekhangja sem a legjobb.” A Poker Face, a Starstruck és a Paper Gangsta című számokat nevezte csupán „működőképesnek”. Freedom du Lac, a The Washington Post írója az eredetiséget hiányolta az albumból.
A magyar zenei portálok is többnyire méltatták az albumot. A music.hu szerint nem véletlenül tartják az emberek Lady Gagát 2008 felfedezettjének – az énekesnő hangját az albumon varázslatosnak nevezi, és ötből öt csillagos osztályzatot ad a The Fame-nek. A Just Dance, a Poker Face és a Beautiful, Dirty, Rich című számokat nevezi meg az album legjobbjaiként, de dicséri az énekesnőt, amiért több oldalát is megmutatta az albumon a melankolikustól (Brown Eyes) a felszabadult, vagány stílusig (Money Honey, Boys Boys Boys). A Quart internetes oldal egyik szerzője kevésbé tartja jónak az albumot, szerinte Lady Gaga nem talált fel semmi újat az albumával, viszont ahogy fogalmaz, jól bánik a „készen kapott formulával”. Ugyanakkor az album nagyobbik részét jónak tartja, és egyik legjobb számként említi a rockos hangzású címadó dalt, a The Fame-et. Az est.hu-n 10-ből 7 pontos minősítést kapott az album, és ezt írta az értékelő: „[Lady Gaga] bemutatkozó nagylemezére a színtiszta popzene kifejezés illik a legjobban, abból is a Gwen Stefani által felfuttatott R&B-s alapú, de már nyolcvanas évek retróra ropó szintis-elektrós fajtára kell gondolni. Lázadásnak, forradalmi megoldásoknak persze nyoma sincs, de a címével célját is eláruló The Fame dalai (melyekhez a hírességek világából tudósító ironikus dalszövegei mellett Lady Gaga szintetizátor- és zongorajátékával is hozzájárult) így is bőven kielégítik a műfaji követelményeket.”
A The Fame öt jelölést kapott az 52. Grammy díjkiosztóra, közte Az év albuma díjra is jelölték. Az album végül Az év legjobb dance/elektronikus albuma kategóriában aratott győzelmet, de díjat kapott egyik legsikeresebb száma, a Poker Face is.

### Kereskedelmi fogadtatás

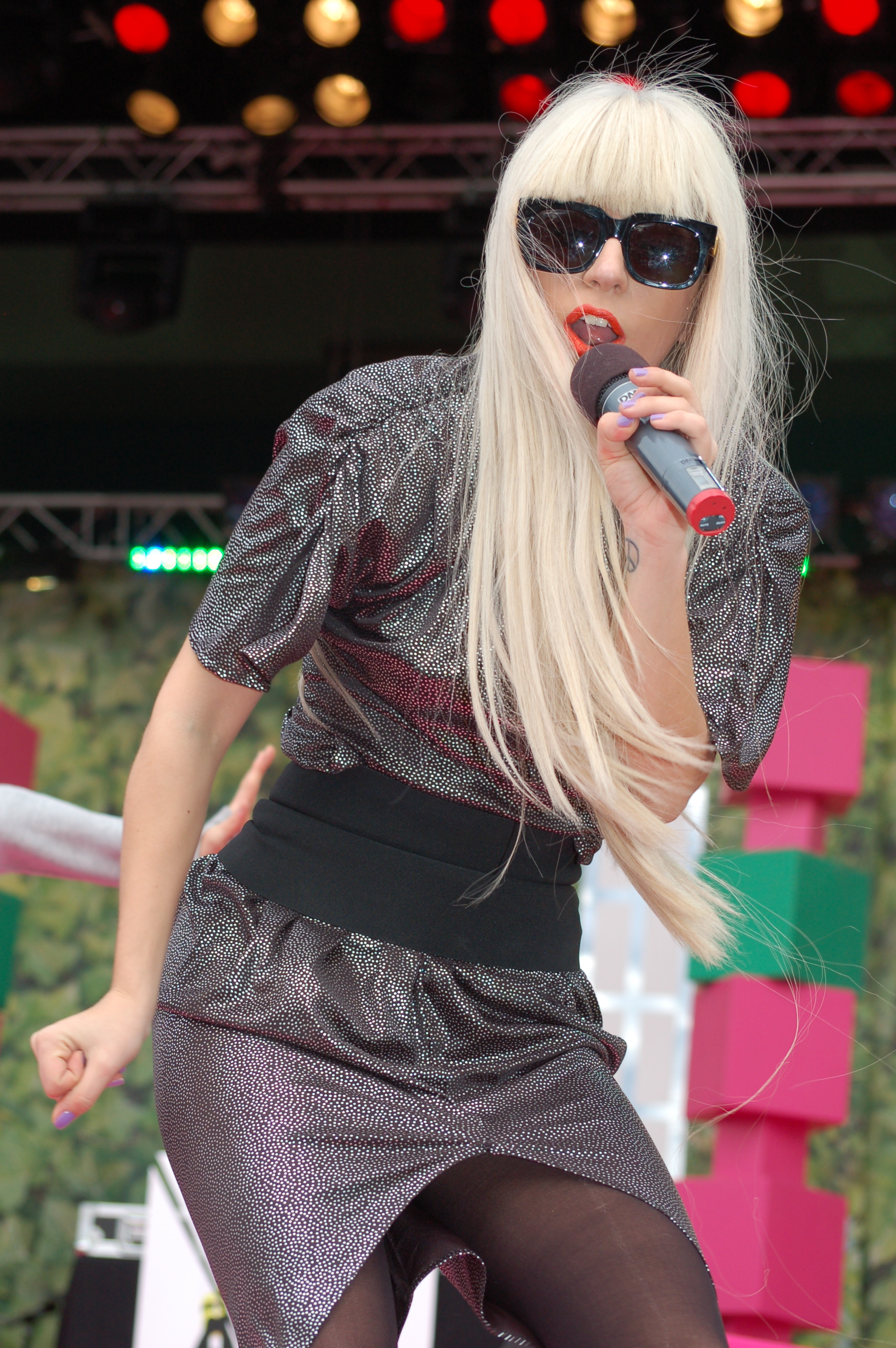
Gaga a stockholmi Gröna Lund vidámparkban való fellépése során.

Az Egyesült Államokban a The Fame 24 000 eladott példánnyal a tizenhetedik helyen debütált a Billboard 200-as listán a 2008. november 15-ei héten. Néhány hétnyi középmezőnybeli szereplést követően 2009. március 7-én sikerült a legjobb tízbe kerülnie, a legmagasabb pozíciója végül a negyedik hely volt az albumeladási listán. Első helyet ért el szintén az USA-ban a Dance/Elektronikus albumlistán, sőt megszakításokkal több mint 75 héten keresztül tartotta első helyezését. 2010 márciusában az album háromszoros platinalemez minősítést könyvelt el a Recording Industry Association of America (RIAA) szervezeténél, amely több mint hárommillió eladott példányt jelent az országban. A The Fame a valaha volt legtöbb digitális eladást produkáló album az Egyesült Államokban 884 000 példánnyal. A The Fame Monster megjelenését követően (melynek deluxe változatában a The Fame dalai is szerepelnek) az album a harmincnegyedik helyről a hatodik helyig lépett előre a Billboard 200 listáján 151 000-es eladási számmal. 2010. január 16-án 62 hétnyi listán való szereplést követően érte el a legjobb helyezését, a második pozíciót. 2019 januárjáig a The Fame mintegy 5,1 millió példányban kelt el az Egyesült Államokban.
Kanadában sikerült megszereznie az első helyezést és hétszeres platinalemez minősítést ért el a Canadian Recording Industry Association (CRIA) szervezeténél, amelyet 560 000-es eladásnál érdemelt ki az album. A hatodik helyen debütált, majd pedig a második hely jelentette a csúcspozíciót Új-Zélandon az album számára, mely itt ötszörös platinalemez minősítésig jutott. Ausztráliában a tizenkettedik volt az első szereplése az ottani eladási listán, majd pedig a harmadik lett a legelőkelőbb helyezése. Ausztráliában háromszoros platinalemez lett az Australian Recording Industry Association (ARIA) szervezetének megállapítása alapján, melyet 210 000 lemez eladása után ítélnek oda.
Az Egyesült Királyságban a harmadik helyen nyitott. Tíz hétnyi, a legjobb tízben való szereplést követően végül Ronan Keating Songs for My Mother című albumát letaszítva az élről megszerezte az első helyet. Összességében négy héten át vezette az albumeladási listát a briteknél. Négyszeres platinalemez minősítést könyvelhetett el a Brit Hanglemezgyártók Szövetségénél az 1,2 milliós eladás következményeként. A The Fame Monster deluxe verziójaként való megjelenést követő eladásokat is belekalkulálva 1 647 000 darabot adtak el az albumból. Írországban a nyolcadik helyen debütált, majd öt hét múlva elérte az első helyezést, pozícióját két héten át tartotta. Az Európa eladásait összesítő Európai Top 100 albumlistán, Ausztriában, Svájcban és Németországban tudott még első helyezést elérni. Ezen kívül a The Fame-nek sikerült a legjobb húszba kerülnie többek között Belgiumban, Csehországban, Dániában, Görögországban, Finnországban, Hollandiában, Norvégiában, Oroszországban, Portugáliában és Spanyolországban. A The Fame Monster című újrakiadással együtt az album több mint 18 millió példányban kelt el világszerte.
Magyarországon is kiemelkedő eredményeket ért el az album, ugyanis a The Fame Monsterrel közösen kétszeres platinalemez minősítést ért el a Magyar Hanglemezkiadók Szövetségének adatai alapján, mely 12 000 eladott lemez után jár. Hazánkban 2009. február 16-án debütált a Mahasz hivatalos albumeladási listáján a 31. pozícióban. A The Fame legjobb helyezését 2009. augusztus 24-én érte el, amely a harmadik hely volt. Később az énekesnő következő, The Fame Monster elnevezésű albumának megjelenése után, a kétféle kiadvány eladásai összesített módon, The Fame / The Fame Monster néven szerepeltek a listán. Az album ezt követően egészen a második helyig jutott 2010. június 28-án. Szintén a Mahasz által megjelentetett év végi összesített listák alapján a The Fame / The Fame Monster 2009-ben Magyarország hatodik, míg 2010-ben a harmadik legnagyobb példányszámban eladott albuma volt.

## The Fame Monster
A The Fame Monster eredetileg a The Fame album újra kiadott, nyolc új számmal bővített változata lett volna, de Lady Gaga és kiadója végül úgy döntött, egy különálló albumként adják ki a nyolc új számmal. A The Fame Monster „deluxe” kiadása ugyanakkor tartalmazza a teljes The Fame albumot egy második, extra lemezen. Az új album számai témájukban kapcsolódnak a The Fame számaihoz, ugyanis Gaga a hírnév árnyoldaláról énekel, amivel 2008–09-ben, a világot beutazva kellett szembesülnie. A hírnév különböző buktatóit egy-egy szörnyetegként ("monster") nevezi meg. A debütáló albuma és a The Fame Monster hangulatvilága közti különbséget Gaga a jin-jang kettős koncepciójához hasonlította. A különbséget a borítóval is érzékeltetni próbálta. A The Fame színes borítója után a The Fame Monsteré fekete-fehér, és gótikus hatást tükröz. A borítóhoz a fotót Hedi Slimane francia divattervező készítette. A kritikusok pozitívan értékelték a The Fame Monster albumot, és többnyire a Bad Romance, Telephone, és Dance in the Dark című számokat dicsérték. Az album néhány országban a The Fame albummal együtt tört be a lemezeladási listákra, míg máshol, például az Egyesült Államokban, Kanadában és Japánban különálló albumként. Több helyen is bekerült a tíz legkelendőbb lemez közé. Az album támogatására 2009. november 27-én Gaga útnak indította The Monster Ball című második turnéját, amely 2011-ben ért véget. A turnén Gaga a The Fame album több számát is előadta.

## Hatása
A The Fame kiadásával Gagát tették felelőssé, hogy a 2000-es évek végén népszerűvé vált az elektronikus dance zene a rádiókban. Jonathan Bogart a The Atlantic-tól azt nyilatkozta, hogy „az EDM nem a hátsó ajtón, hanem egyenesen a bejárati kapun keresztül érkezett Lady Gaga 'Just Dance'-jével 2008-ban”, és hogy „a hangzás elterjedéséig nem kellett sokat várni.” DJ Tommie Sunshine azt mondta az MTV-nek, hogy „nem lenne egy David Guetta top 10-es sláger... nem lenne Black Eyed Peas-lemez, ha nem létezne a The Fame. Ennek a lemeznek a hatása epikus, pont emiatt beszélünk most erről.” A St. Louis Post-Dispatch újságírója, Kevin C. Johnson is elismeri a hatást "Lady Gaga segít eljuttatni az EDM-et a nagyközönségnek" című cikkében. A cikkben Rob Lemon azt mondta, hogy Gagának „határozottan volt befolyása”, és hogy „megismerteti az embereket a zenével.” Zane Lowe rádiós személyiség és Calvin Harris producer/DJ egy Beats 1 rádióinterjúban beszélt az album hatásáról. Lowe kijelentette: „Mike Skinner mondta ezt nekem, mert éppen Lady Gagáról vitatkoztunk, és azt mondta: 'Egy dolgot ne felejts el Lady Gagáról, ő hozta vissza a 4/4 ritmust az amerikai rádiózásba',” és hogy „addig a pillanatig semmi sem hasonlított erre a popzenében.” Harris hozzátette: „100%. Még egy hip-hop verziója is volt a 'Poker Face'-nek, a rádió számára,” és hogy „a 4/4-es ritmusú volt az, ami bejött az embereknek, és felrobbant teljesen.”

## Az albumon szereplő dalok listája
| Kanadai és eredetileg megjelent nemzetközi változat | Kanadai és eredetileg megjelent nemzetközi változat | Kanadai és eredetileg megjelent nemzetközi változat | Kanadai és eredetileg megjelent nemzetközi változat | Kanadai és eredetileg megjelent nemzetközi változat | Kanadai és eredetileg megjelent nemzetközi változat | Kanadai és eredetileg megjelent nemzetközi változat | Kanadai és eredetileg megjelent nemzetközi változat | Kanadai és eredetileg megjelent nemzetközi változat | Kanadai és eredetileg megjelent nemzetközi változat |
|                                                     | Cím                                                 | Szerző(k)                                           | Producer(ek)                                        | Hossz                                               |                                                     |                                                     |                                                     |                                                     |                                                     |
| --------------------------------------------------- | --------------------------------------------------- | --------------------------------------------------- | --------------------------------------------------- | --------------------------------------------------- | --------------------------------------------------- | --------------------------------------------------- | --------------------------------------------------- | --------------------------------------------------- | --------------------------------------------------- |
| 1.                                                  | Just Dance (közreműködik Colby O’Donis)             | Lady Gaga, RedOne, Aliaune Thiam                    | RedOne                                              | 4:04                                                |                                                     |                                                     |                                                     |                                                     |                                                     |
| 2.                                                  | LoveGame                                            | Lady Gaga, RedOne                                   | RedOne                                              | 3:33                                                |                                                     |                                                     |                                                     |                                                     |                                                     |
| 3.                                                  | Paparazzi                                           | Lady Gaga, Rob Fusari                               | Fusari                                              | 3:28                                                |                                                     |                                                     |                                                     |                                                     |                                                     |
| 4.                                                  | Beautiful, Dirty, Rich                              | Lady Gaga, Fusari                                   | Fusari                                              | 2:54                                                |                                                     |                                                     |                                                     |                                                     |                                                     |
| 5.                                                  | Eh, Eh (Nothing Else I Can Say)                     | Lady Gaga, Martin Kierszenbaum                      | Kierszenbaum                                        | 2:56                                                |                                                     |                                                     |                                                     |                                                     |                                                     |
| 6.                                                  | Poker Face                                          | Lady Gaga, RedOne                                   | RedOne                                              | 3:59                                                |                                                     |                                                     |                                                     |                                                     |                                                     |
| 7.                                                  | The Fame                                            | Lady Gaga, Kierszenbaum                             | Kierszenbaum                                        | 3:44                                                |                                                     |                                                     |                                                     |                                                     |                                                     |
| 8.                                                  | Money Honey                                         | Lady Gaga, RedOne, Bilal Hajji                      | RedOne                                              | 3:08                                                |                                                     |                                                     |                                                     |                                                     |                                                     |
| 9.                                                  | Again Again                                         | Lady Gaga, Fusari                                   | Fusari                                              | 3:06                                                |                                                     |                                                     |                                                     |                                                     |                                                     |
| 10.                                                 | Boys Boys Boys                                      | Lady Gaga, RedOne                                   | RedOne                                              | 3:22                                                |                                                     |                                                     |                                                     |                                                     |                                                     |
| 11.                                                 | Brown Eyes                                          | Lady Gaga, Fusari                                   | Fusari                                              | 4:05                                                |                                                     |                                                     |                                                     |                                                     |                                                     |
| 12.                                                 | Summerboy                                           | Lady Gaga, Brian Kierulf, Josh Schwartz             | Brian & Josh                                        | 4:16                                                |                                                     |                                                     |                                                     |                                                     |                                                     |
| 13.                                                 | I Like It Rough (Kanadai iTunes bónusz dal)         | Lady Gaga, Kierszenbaum                             | Kierszenbaum                                        | 3:24                                                |                                                     |                                                     |                                                     |                                                     |                                                     |
| 42:15                                               |                                                     |                                                     |                                                     |                                                     |                                                     |                                                     |                                                     |                                                     |                                                     |

| Egyesült Államokbeli és bővített nemzetközi kiadás | Egyesült Államokbeli és bővített nemzetközi kiadás                  | Egyesült Államokbeli és bővített nemzetközi kiadás   | Egyesült Államokbeli és bővített nemzetközi kiadás | Egyesült Államokbeli és bővített nemzetközi kiadás | Egyesült Államokbeli és bővített nemzetközi kiadás | Egyesült Államokbeli és bővített nemzetközi kiadás | Egyesült Államokbeli és bővített nemzetközi kiadás | Egyesült Államokbeli és bővített nemzetközi kiadás | Egyesült Államokbeli és bővített nemzetközi kiadás |
|                                                    | Cím                                                                 | Szerző(k)                                            | Hossz                                              |                                                    |                                                    |                                                    |                                                    |                                                    |                                                    |
| -------------------------------------------------- | ------------------------------------------------------------------- | ---------------------------------------------------- | -------------------------------------------------- | -------------------------------------------------- | -------------------------------------------------- | -------------------------------------------------- | -------------------------------------------------- | -------------------------------------------------- | -------------------------------------------------- |
| 1.                                                 | Just Dance (közreműködik Colby O'Donis)                             | Lady Gaga, RedOne, Akon                              | 4:01                                               |                                                    |                                                    |                                                    |                                                    |                                                    |                                                    |
| 2.                                                 | LoveGame                                                            | Lady Gaga, RedOne                                    | 3:36                                               |                                                    |                                                    |                                                    |                                                    |                                                    |                                                    |
| 3.                                                 | Paparazzi                                                           | Lady Gaga, Rob Fusari                                | 3:28                                               |                                                    |                                                    |                                                    |                                                    |                                                    |                                                    |
| 4.                                                 | Poker Face                                                          | Lady Gaga, RedOne                                    | 3:57                                               |                                                    |                                                    |                                                    |                                                    |                                                    |                                                    |
| 5.                                                 | Eh, Eh (Nothing Else I Can Say)                                     | Lady Gaga, Martin Kierszenbaum                       | 2:55                                               |                                                    |                                                    |                                                    |                                                    |                                                    |                                                    |
| 6.                                                 | Beautiful, Dirty, Rich                                              | Lady Gaga, Fusari                                    | 2:52                                               |                                                    |                                                    |                                                    |                                                    |                                                    |                                                    |
| 7.                                                 | The Fame                                                            | Lady Gaga, Kierszenbaum                              | 3:42                                               |                                                    |                                                    |                                                    |                                                    |                                                    |                                                    |
| 8.                                                 | Money Honey                                                         | Lady Gaga, RedOne, Bilal Hajji                       | 2:50                                               |                                                    |                                                    |                                                    |                                                    |                                                    |                                                    |
| 9.                                                 | Starstruck (közreműködik Space Cowboy és Flo Rida)                  | Lady Gaga, Kierszenbaum, Nick Dresti, Tramar Dillard | 3:37                                               |                                                    |                                                    |                                                    |                                                    |                                                    |                                                    |
| 10.                                                | Boys Boys Boys                                                      | Lady Gaga, RedOne                                    | 3:22                                               |                                                    |                                                    |                                                    |                                                    |                                                    |                                                    |
| 11.                                                | Paper Gangsta                                                       | Lady Gaga, RedOne                                    | 4:23                                               |                                                    |                                                    |                                                    |                                                    |                                                    |                                                    |
| 12.                                                | Brown Eyes                                                          | Lady Gaga, Fusari                                    | 4:03                                               |                                                    |                                                    |                                                    |                                                    |                                                    |                                                    |
| 13.                                                | I Like It Rough                                                     | Lady Gaga, Kierszenbaum                              | 3:22                                               |                                                    |                                                    |                                                    |                                                    |                                                    |                                                    |
| 14.                                                | Summerboy                                                           | Lady Gaga, Brian Kierulf, Josh Schwartz              | 4:13                                               |                                                    |                                                    |                                                    |                                                    |                                                    |                                                    |
| 15.                                                | Disco Heaven (nemzetközi és egyesült államokbeli iTunes bónusz dal) | Lady Gaga, Fusari, Tom Kafafian                      | 3:41                                               |                                                    |                                                    |                                                    |                                                    |                                                    |                                                    |
| 16.                                                | Retro Dance Freak (ausztrál és japán bónusz dal)                    | Lady Gaga, Fusari                                    | 3:22                                               |                                                    |                                                    |                                                    |                                                    |                                                    |                                                    |
| 50:19                                              |                                                                     |                                                      |                                                    |                                                    |                                                    |                                                    |                                                    |                                                    |                                                    |

| Egyesült Királyságbeli és írországi kiadás | Egyesült Királyságbeli és írországi kiadás         | Egyesült Királyságbeli és írországi kiadás      | Egyesült Királyságbeli és írországi kiadás | Egyesült Királyságbeli és írországi kiadás | Egyesült Királyságbeli és írországi kiadás | Egyesült Királyságbeli és írországi kiadás | Egyesült Királyságbeli és írországi kiadás | Egyesült Királyságbeli és írországi kiadás | Egyesült Királyságbeli és írországi kiadás |
|                                            | Cím                                                | Szerző(k)                                       | Hossz                                      |                                            |                                            |                                            |                                            |                                            |                                            |
| ------------------------------------------ | -------------------------------------------------- | ----------------------------------------------- | ------------------------------------------ | ------------------------------------------ | ------------------------------------------ | ------------------------------------------ | ------------------------------------------ | ------------------------------------------ | ------------------------------------------ |
| 1.                                         | Just Dance (közreműködik Colby O'Donis)            | Lady Gaga, RedOne, Akon                         | 4:01                                       |                                            |                                            |                                            |                                            |                                            |                                            |
| 2.                                         | LoveGame                                           | Lady Gaga, RedOne                               | 3:36                                       |                                            |                                            |                                            |                                            |                                            |                                            |
| 3.                                         | Paparazzi                                          | Lady Gaga, Rob Fusari                           | 3:28                                       |                                            |                                            |                                            |                                            |                                            |                                            |
| 4.                                         | Poker Face                                         | Lady Gaga, RedOne                               | 3:57                                       |                                            |                                            |                                            |                                            |                                            |                                            |
| 5.                                         | I Like It Rough                                    | Lady Gaga, Kierszenbaum                         | 3:22                                       |                                            |                                            |                                            |                                            |                                            |                                            |
| 6.                                         | Eh, Eh (Nothing Else I Can Say)                    | Lady Gaga, Martin Kierszenbaum                  | 2:55                                       |                                            |                                            |                                            |                                            |                                            |                                            |
| 7.                                         | Starstruck (közreműködik Space Cowboy és Flo Rida) | Lady Gaga, Kierszenbaum, Space Cowboy, Flo Rida | 3:37                                       |                                            |                                            |                                            |                                            |                                            |                                            |
| 8.                                         | Beautiful, Dirty, Rich                             | Lady Gaga, Fusari                               | 2:52                                       |                                            |                                            |                                            |                                            |                                            |                                            |
| 9.                                         | The Fame                                           | Lady Gaga, Kierszenbaum                         | 3:42                                       |                                            |                                            |                                            |                                            |                                            |                                            |
| 10.                                        | Money Honey                                        | Lady Gaga, RedOne, Bilal Hajji                  | 2:50                                       |                                            |                                            |                                            |                                            |                                            |                                            |
| 11.                                        | Boys Boys Boys                                     | Lady Gaga, RedOne                               | 3:20                                       |                                            |                                            |                                            |                                            |                                            |                                            |
| 12.                                        | Paper Gangsta                                      | Lady Gaga, RedOne                               | 4:23                                       |                                            |                                            |                                            |                                            |                                            |                                            |
| 13.                                        | Brown Eyes                                         | Lady Gaga, Fusari                               | 4:03                                       |                                            |                                            |                                            |                                            |                                            |                                            |
| 14.                                        | Summerboy                                          | Lady Gaga, Brian Kierulf, Josh Schwartz         | 4:13                                       |                                            |                                            |                                            |                                            |                                            |                                            |
| 15.                                        | Disco Heaven                                       | Lady Gaga, Fusari, Tom Kafafian                 | 3:41                                       |                                            |                                            |                                            |                                            |                                            |                                            |
| 16.                                        | Again Again                                        | Lady Gaga                                       | 3:04                                       |                                            |                                            |                                            |                                            |                                            |                                            |
| 17.                                        | LoveGame (Space Cowboy Remix) (bónusz dal)         | Lady Gaga, RedOne, Space Cowboy                 | 3:07                                       |                                            |                                            |                                            |                                            |                                            |                                            |
| 57:05                                      |                                                    |                                                 |                                            |                                            |                                            |                                            |                                            |                                            |                                            |

### The Fame Monsterdeluxe változat
A The Fame Monster album deluxe kiadása a The Fame újrakiadásaként funkcionál.
| 1. | Bad Romance                      | Lady Gaga, RedOne                                                      | RedOne      | 4:55 |
| 2. | Alejandro                        | Lady Gaga, RedOne                                                      | RedOne      | 4:34 |
| 3. | Monster                          | Lady Gaga, RedOne, Space Cowboy                                        | RedOne      | 4:09 |
| 4. | Speechless                       | Lady Gaga                                                              | Ron Fair    | 4:30 |
| 5. | Dance in the Dark                | Lady Gaga, Fernando Garibay                                            | Garibay     | 4:48 |
| 6. | Telephone (közreműködik Beyoncé) | Lady Gaga, Rodney Jerkins, LaShawn Daniels, Lazonate Franklin, Beyoncé | Jerkins     | 3:40 |
| 7. | So Happy I Could Die             | Lady Gaga, RedOne, Space Cowboy                                        | RedOne      | 3:55 |
| 8. | Teeth                            | Lady Gaga, Taja Riley                                                  | Teddy Riley | 3:40 |

| 2. CD: The Fame | 2. CD: The Fame                                    | 2. CD: The Fame                          | 2. CD: The Fame            | 2. CD: The Fame | 2. CD: The Fame | 2. CD: The Fame | 2. CD: The Fame | 2. CD: The Fame | 2. CD: The Fame |
|                 | Cím                                                | Szerző(k)                                | Producer(ek)               | Hossz           |                 |                 |                 |                 |                 |
| --------------- | -------------------------------------------------- | ---------------------------------------- | -------------------------- | --------------- | --------------- | --------------- | --------------- | --------------- | --------------- |
| 1.              | Just Dance (közreműködik Colby O'Donis)            | Lady Gaga, RedOne, Thiam                 | RedOne                     | 4:02            |                 |                 |                 |                 |                 |
| 2.              | LoveGame                                           | Lady Gaga, RedOne                        | RedOne                     | 3:36            |                 |                 |                 |                 |                 |
| 3.              | Paparazzi                                          | Lady Gaga, Fusari                        | Fusari                     | 3:28            |                 |                 |                 |                 |                 |
| 4.              | Poker Face                                         | Lady Gaga, RedOne                        | RedOne                     | 3:57            |                 |                 |                 |                 |                 |
| 5.              | Eh, Eh (Nothing Else I Can Say)                    | Lady Gaga, Kierszenbaum                  | Kierszenbaum               | 2:55            |                 |                 |                 |                 |                 |
| 6.              | Beautiful, Dirty, Rich                             | Lady Gaga, Fusari                        | Fusari                     | 2:52            |                 |                 |                 |                 |                 |
| 7.              | The Fame                                           | Lady Gaga, Kierszenbaum                  | Kierszenbaum               | 3:42            |                 |                 |                 |                 |                 |
| 8.              | Money Honey                                        | Lady Gaga, RedOne, Hajji                 | RedOne                     | 2:50            |                 |                 |                 |                 |                 |
| 9.              | Starstruck (közreműködik Space Cowboy és Flo Rida) | Lady Gaga, Kierszenbaum, Dresti, Dillard | Kierszenbaum, Space Cowboy | 3:37            |                 |                 |                 |                 |                 |
| 10.             | Boys Boys Boys                                     | Lady Gaga, RedOne                        | RedOne                     | 3:21            |                 |                 |                 |                 |                 |
| 11.             | Paper Gangsta                                      | Lady Gaga, RedOne                        | RedOne                     | 4:23            |                 |                 |                 |                 |                 |
| 12.             | Brown Eyes                                         | Lady Gaga, Fusari                        | Fusari                     | 4:03            |                 |                 |                 |                 |                 |
| 13.             | I Like It Rough                                    | Lady Gaga, Kierszenbaum                  | Kierszenbaum               | 3:22            |                 |                 |                 |                 |                 |
| 14.             | Summerboy                                          | Lady Gaga, Kierulf, Schwartz             | Brian & Josh               | 4:14            |                 |                 |                 |                 |                 |
| 50:19           |                                                    |                                          |                            |                 |                 |                 |                 |                 |                 |

| 2. CD: The Fame (egyesült királyságbeli és írországi kiadás) | 2. CD: The Fame (egyesült királyságbeli és írországi kiadás) | 2. CD: The Fame (egyesült királyságbeli és írországi kiadás) | 2. CD: The Fame (egyesült királyságbeli és írországi kiadás) | 2. CD: The Fame (egyesült királyságbeli és írországi kiadás) | 2. CD: The Fame (egyesült királyságbeli és írországi kiadás) | 2. CD: The Fame (egyesült királyságbeli és írországi kiadás) | 2. CD: The Fame (egyesült királyságbeli és írországi kiadás) | 2. CD: The Fame (egyesült királyságbeli és írországi kiadás) | 2. CD: The Fame (egyesült királyságbeli és írországi kiadás) |
|                                                              | Cím                                                          | Szerző(k)                                                    | Producer(ek)                                                 | Hossz                                                        |                                                              |                                                              |                                                              |                                                              |                                                              |
| ------------------------------------------------------------ | ------------------------------------------------------------ | ------------------------------------------------------------ | ------------------------------------------------------------ | ------------------------------------------------------------ | ------------------------------------------------------------ | ------------------------------------------------------------ | ------------------------------------------------------------ | ------------------------------------------------------------ | ------------------------------------------------------------ |
| 1.                                                           | Just Dance (közreműködik Colby O'Donis)                      | Lady Gaga, RedOne, Thiam                                     | RedOne                                                       | 4:02                                                         |                                                              |                                                              |                                                              |                                                              |                                                              |
| 2.                                                           | LoveGame                                                     | Lady Gaga, RedOne                                            | RedOne                                                       | 3:36                                                         |                                                              |                                                              |                                                              |                                                              |                                                              |
| 3.                                                           | Paparazzi                                                    | Lady Gaga, Fusari                                            | Fusari                                                       | 3:28                                                         |                                                              |                                                              |                                                              |                                                              |                                                              |
| 4.                                                           | Poker Face                                                   | Lady Gaga, RedOne                                            | RedOne                                                       | 3:57                                                         |                                                              |                                                              |                                                              |                                                              |                                                              |
| 5.                                                           | I Like It Rough                                              | Lady Gaga, Kierszenbaum                                      | Kierszenbaum                                                 | 3:22                                                         |                                                              |                                                              |                                                              |                                                              |                                                              |
| 6.                                                           | Eh, Eh (Nothing Else I Can Say)                              | Lady Gaga, Kierszenbaum                                      | Kierszenbaum                                                 | 2:55                                                         |                                                              |                                                              |                                                              |                                                              |                                                              |
| 7.                                                           | Starstruck (közreműködik Space Cowboy és Flo Rida)           | Lady Gaga, Kierszenbaum, Dresti, Dillard                     | Kierszenbaum, Space Cowboy                                   | 3:37                                                         |                                                              |                                                              |                                                              |                                                              |                                                              |
| 8.                                                           | Beautiful, Dirty, Rich                                       | Lady Gaga, Fusari                                            | Fusari                                                       | 2:52                                                         |                                                              |                                                              |                                                              |                                                              |                                                              |
| 9.                                                           | The Fame                                                     | Lady Gaga, Kierszenbaum                                      | Kierszenbaum                                                 | 3:42                                                         |                                                              |                                                              |                                                              |                                                              |                                                              |
| 10.                                                          | Money Honey                                                  | Lady Gaga, RedOne, Hajji                                     | RedOne                                                       | 2:50                                                         |                                                              |                                                              |                                                              |                                                              |                                                              |
| 11.                                                          | Boys Boys Boys                                               | Lady Gaga, RedOne                                            | RedOne                                                       | 3:21                                                         |                                                              |                                                              |                                                              |                                                              |                                                              |
| 12.                                                          | Paper Gangsta                                                | Lady Gaga, RedOne                                            | RedOne                                                       | 4:23                                                         |                                                              |                                                              |                                                              |                                                              |                                                              |
| 13.                                                          | Brown Eyes                                                   | Lady Gaga, Fusari                                            | Fusari                                                       | 4:03                                                         |                                                              |                                                              |                                                              |                                                              |                                                              |
| 14.                                                          | Summerboy                                                    | Lady Gaga, Kierulf, Schwartz                                 | Brian & Josh                                                 | 4:14                                                         |                                                              |                                                              |                                                              |                                                              |                                                              |
| 15.                                                          | Disco Heaven                                                 | Lady Gaga, Fusari, Kafafian                                  | Fusari                                                       | 3:41                                                         |                                                              |                                                              |                                                              |                                                              |                                                              |
| 16.                                                          | Again Again                                                  | Lady Gaga, Fusari                                            | Fusari                                                       | 3:05                                                         |                                                              |                                                              |                                                              |                                                              |                                                              |
| 57:05                                                        |                                                              |                                                              |                                                              |                                                              |                                                              |                                                              |                                                              |                                                              |                                                              |

## Helyezések
| Lista (2008–20)                               | Legjobb helyezés |
| --------------------------------------------- | ---------------- |
| Ausztrália (ARIA Top 50 Albums)               | 3                |
| Ausztria (Ö3 Austria Top 40)                  | 1                |
| Belgium (Ultratop Flandria)                   | 4                |
| Belgium (Ultratop Vallónia)                   | 8                |
| Brazília (ABPD)                               | 15               |
| Csehország (ČNS IFPI)                         | 2                |
| Dánia (Hitlisten Album Top 40)                | 2                |
| Dél-afrikai Köztársaság (RISA)                | 1                |
| Egyesült Királyság (UK Albums Chart)          | 1                |
| European Albums (Billboard)                   | 1                |
| Finnország (Musiikkituottajat Albumit Top 50) | 3                |
| Franciaország (SNEP Album Top 100)            | 2                |
| Görögország (IFPI)                            | 2                |
| Hollandia (Dutch Charts Album Top 100)        | 12               |
| Írország (IRMA)                               | 1                |
| Japán (Oricon)                                | 6                |
| Kanada (Billboard Canadian Albums Chart)      | 1                |
| Lengyelország (ZPAV Album Top 50)             | 1                |
| Magyarország (MAHASZ Top 40 albumlista)       | 2                |
| Mexikó (Top 100 México)                       | 2                |
| Németország (Media Control Top 100 Album)     | 1                |
| Norvégia (VG-lista Album Top 40)              | 4                |
| Olaszország (FIMI Album Top 20)               | 13               |
| Oroszország (Russian Music Charts)            | 5                |
| Portugália (AFP Top 30 Albums)                | 3                |
| Egyesült Királyság (Scottish Albums)          | 1                |
| Spanyolország (PROMUSICAE Top 100 Álbumes)    | 3                |
| Svájc (Schweizer Hitparade Top 100 Albums)    | 1                |
| Svédország (Sverigetopplistan Top 60 Albums)  | 15               |
| Új-Zéland (Recorded Music NZ Top 40 Albums)   | 2                |
| USA Billboard 200                             | 2                |
| USA Top Dance/Electronic Albums (Billboard)   | 1                |
| USA Top Tastemaker Albums (Billboard)         | 1                |

| Lista (2000–09)                                         | Helyezés |
| ------------------------------------------------------- | -------- |
| Ausztrália (ARIA)                                       | 89       |
| Ausztria (Ö3 Austria)                                   | 2        |
| Egyesült Államok Dance/Elektronikus Albumok (Billboard) | 3        |
| Lista (2010–19)                                         | Helyezés |
| Egyesült Államok Billboard 200                          | 31       |
| Egyesült Államok Dance/Elektronikus Albumok (Billboard) | 1        |
| Egyesült Királyság (OCC)                                | 15       |
| Németország (Official German Charts)                    | 48       |

| Lista                                        | Helyezés |
| -------------------------------------------- | -------- |
| Egyesült Királyság (OCC)                     | 30       |
| Egyesült Államok Billboard 200               | 12       |
| Egyesült Államok Billboard 200 (Női előadók) | 7        |

| Lista (2008)                                            | Helyezés |
| ------------------------------------------------------- | -------- |
| Ausztrália Dance Albumok (ARIA)                         | 3        |
| Egyesült Államok Dance/Elektronikus Albumok (Billboard) | 18       |
| Új-Zéland (RMNZ)                                        | 20       |

| Lista (2009)                                            | Helyezés |
| ------------------------------------------------------- | -------- |
| Ausztrália (ARIA)                                       | 9        |
| Ausztrália Dance Albumok (ARIA)                         | 1        |
| Ausztria (Ö3 Austria)                                   | 2        |
| Belgium (Ultratop Flanders)                             | 8        |
| Belgium (Ultratop Wallonia)                             | 36       |
| Dánia (Hitlisten)                                       | 10       |
| Egyesült Államok Billboard 200                          | 8        |
| Egyesült Államok Dance/Elektronikus Albumok (Billboard) | 1        |
| Egyesült Királyság (OCC)                                | 2        |
| European Albums (Billboard)                             | 1        |
| Finnország (Suomen virallinen lista)                    | 4        |
| Franciaország (SNEP)                                    | 22       |
| Hollandia (MegaCharts)                                  | 24       |
| Írország (IRMA)                                         | 3        |
| Japán (Oricon)                                          | 42       |
| Kanada (Billboard)                                      | 3        |
| Magyarország (MAHASZ)                                   | 6        |
| Mexikó (Top 100 Mexico)                                 | 10       |
| Németország (Offizielle Top 100)                        | 4        |
| Olaszország (FIMI)                                      | 82       |
| Svájc (Schweizer Hitparade)                             | 2        |
| Svédország (Sverigetopplistan)                          | 56       |
| Új-Zéland (RMNZ)                                        | 3        |

| Lista (2010)                                            | Helyezés |
| ------------------------------------------------------- | -------- |
| Ausztrália Dance Albumok (ARIA)                         | 14       |
| Ausztria (Ö3 Austria)                                   | 1        |
| Egyesült Államok Billboard 200                          | 4        |
| Egyesült Államok Dance/Elektronikus Albumok (Billboard) | 1        |
| Egyesült Királyság (OCC)                                | 3        |
| European 100 Albums (Billboard)                         | 1        |
| Japán (Oricon)                                          | 14       |
| Kanada (Billboard)                                      | 3        |
| Magyarország (MAHASZ)                                   | 3        |
| Mexikó (Top 100 Mexico)                                 | 5        |
| Németország (Offizielle Top 100)                        | 3        |
| Spanyolország (PROMUSICAE)                              | 16       |
| Svájc (Schweizer Hitparade)                             | 1        |

| Lista (2011)                                            | Helyezés |
| ------------------------------------------------------- | -------- |
| Ausztrália Dance Albumok (ARIA)                         | 11       |
| Ausztria (Ö3 Austria)                                   | 68       |
| Egyesült Államok Billboard 200                          | 56       |
| Egyesült Államok Dance/Elektronikus Albumok (Billboard) | 3        |
| Egyesült Királyság (OCC)                                | 30       |
| Japán (Oricon)                                          | 86       |
| Magyarország (MAHASZ)                                   | 34       |
| Mexikó (Top 100 Mexico)                                 | 91       |
| Svájc (Schweizer Hitparade)                             | 66       |

| Lista (2012)             | Helyezés |
| ------------------------ | -------- |
| Egyesült Királyság (OCC) | 147      |

| Lista (2017)                                            | Helyezés |
| ------------------------------------------------------- | -------- |
| Ausztrália Dance Albumok (ARIA)                         | 39       |
| Egyesült Államok Billboard 200                          | 157      |
| Egyesült Államok Dance/Elektronikus Albumok (Billboard) | 4        |

| Lista (2018)                                            | Helyezés |
| ------------------------------------------------------- | -------- |
| Ausztrália Dance Albumok (ARIA)                         | 15       |
| Egyesült Államok Dance/Elektronikus Albumok (Billboard) | 4        |

| Lista (2019)                                            | Helyezés |
| ------------------------------------------------------- | -------- |
| Ausztrália Dance Albumok (ARIA)                         | 8        |
| Belgium (Ultratop Flanders)                             | 190      |
| Egyesült Államok Dance/Elektronikus Albumok (Billboard) | 2        |

| Lista (2020)                                            | Helyezés |
| ------------------------------------------------------- | -------- |
| Ausztrália (ARIA)                                       | 97       |
| Ausztrália Dance Albumok (ARIA)                         | 2        |
| Belgium (Ultratop Flanders)                             | 102      |
| Belgium (Ultratop Wallonia)                             | 164      |
| Egyesült Államok Dance/Elektronikus Albumok (Billboard) | 2        |

| Lista (2021)                                            | Helyezés |
| ------------------------------------------------------- | -------- |
| Ausztrália (ARIA)                                       | 90       |
| Ausztrália Dance Albumok (ARIA)                         | 1        |
| Belgium (Ultratop Flanders)                             | 62       |
| Belgium (Ultratop Wallonia)                             | 122      |
| Egyesült Államok Dance/Elektronikus Albumok (Billboard) | 1        |

| Lista (2022)                                            | Helyezés |
| ------------------------------------------------------- | -------- |
| Ausztrália (ARIA)                                       | 63       |
| Ausztrália Dance Albumok (ARIA)                         | 1        |
| Ausztria (Ö3 Austria)                                   | 58       |
| Belgium (Ultratop Flanders)                             | 61       |
| Belgium (Ultratop Wallonia)                             | 99       |
| Egyesült Államok Billboard 200                          | 158      |
| Egyesült Államok Dance/Elektronikus Albumok (Billboard) | 2        |
| Egyesült Királyság (OCC)                                | 88       |
| Svájc (Schweizer Hitparade)                             | 87       |

| Lista (2023)                                            | Helyezés |
| ------------------------------------------------------- | -------- |
| Ausztrália (ARIA)                                       | 59       |
| Ausztrália Dance Albumok (ARIA)                         | 1        |
| Ausztria (Ö3 Austria)                                   | 49       |
| Belgium (Ultratop Flanders)                             | 49       |
| Belgium (Ultratop Wallonia)                             | 61       |
| Egyesült Államok Billboard 200                          | 111      |
| Egyesült Államok Dance/Elektronikus Albumok (Billboard) | 3        |
| Egyesült Királyság (OCC)                                | 63       |
| Hollandia (Album Top 100)                               | 66       |
| Magyarország (MAHASZ)                                   | 69       |
| Németország (Offizielle Top 100)                        | 90       |
| Svájc (Schweizer Hitparade)                             | 31       |

| Lista (2024)                                            | Helyezés |
| ------------------------------------------------------- | -------- |
| Ausztrália (ARIA)                                       | 60       |
| Ausztrália Dance Albumok (ARIA)                         | 2        |
| Ausztria (Ö3 Austria)                                   | 30       |
| Belgium (Ultratop Flanders)                             | 40       |
| Belgium (Ultratop Wallonia)                             | 42       |
| Egyesült Államok Billboard 200                          | 121      |
| Egyesült Államok Dance/Elektronikus Albumok (Billboard) | 2        |
| Egyesült Királyság (OCC)                                | 66       |
| Hollandia (Album Top 100)                               | 54       |
| Magyarország (MAHASZ)                                   | 40       |
| Németország (Offizielle Top 100)                        | 38       |
| Svájc (Schweizer Hitparade)                             | 22       |

### Első helyezések
| Előző M.I.A. – Kala A. R. Rahman – Slumdog Millionaire (filmzene) A. R. Rahman – Slumdog Millionaire (filmzene) Depeche Mode – Sounds of the Universe Imogen Heap – Ellipse Owl City – Ocean Eyes Lady Gaga – The Fame Monster LCD Soundsystem – This Is Happening 3OH!3 – Streets of Gold M.I.A. – Maya Lady Gaga – The Remix Daft Punk – Tron: Legacy (filmzene) Ke$ha – I Am the Dance Commander+I Command You to Dance Gorillaz – The Fall The Chainsmokers – Collage The Chainsmokers – Sick Boy Grimes – Miss Anthropocene The Chainsmokers – World War Joy Purity Ring – Womb Lady Gaga – Chromatica Daft Punk – Discovery Porter Robinson – Nurture Lady Gaga – Chromatica Lady Gaga – Chromatica ILLENIUM – Fallen Embers Jungle – Loving In Stereo Lady Gaga – Dawn of Chromatica Thundercat – The Golden Age Of Apocalypse Daft Punk – Tron: Legacy (Soundtrack) FKA twigs – Caprisongs Swedish House Mafia – Paradise Again Flume – Palaces Beyoncé – Renaissance Beyoncé – Renaissance Beyoncé – Renaissance Justice – Hyperdrama | USA Billboard Dance/Elektronikus albumlista első helyezettje 2008. november 15. – 2009. január 23. 2009. február 14. – 2009. március 13. 2009. március 21. – 2009. május 8. 2009. május 16. – 2009. szeptember 11. 2009. szeptember 19. – 2009. november 6. 2009. december 5. – 2009. december 11. 2009. december 19. – 2010. június 4. 2010. június 12. – 2010. július 16. 2010. július 24. – 2010. július 30. 2010. augusztus 7. – 2010. augusztus 20. 2010. augusztus 28. – 2010. december 17. 2011. február 26. – 2011. április 8. 2011. április 16. – 2011. április 22. 2011. május 14. – 2011. június 10. 2017. február 25. – 2017. március 3. 2018. november 3. – 2018. november 9. 2020. március 14. – 2020. március 27. 2020. április 11. – 2020. április 17. 2020. április 25. – 2020. június 12. 2021. február 20. – 2021. március 5. 2021. március 13. – 2021. május 7. 2021. május 15. – 2021. június 25. 2021. július 3. – 2021. július 9. 2021. július 17. – 2021. július 30. 2021. augusztus 7. – 2021. augusztus 27. 2021. szeptember 4. – 2021. szeptember 17. 2021. szeptember 25. – 2021. november 26. 2021. december 11. – 2021. december 17. 2021. december 25. – 2022. január 21. 2022. január 29. – 2022. április 22. 2022. április 30. – 2022. május 20. 2022. június 4. – 2022. július 1. 2024. január 21. – 2024. február 17. 2024. február 25. – 2024. április 6. 2024. április 14. – 2024. május 4. 2024. május 12. – 2024. június 15. | Következő A. R. Rahman – Slumdog Millionaire (filmzene) A. R. Rahman – Slumdog Millionaire (filmzene) Depeche Mode – Sounds of the Universe Imogen Heap – Ellipse Owl City – Ocean Eyes Lady Gaga – The Fame Monster LCD Soundsystem – This Is Happening 3OH!3 – Streets of Gold M.I.A. – Maya Lady Gaga – The Remix Lady Gaga – The Fame Monster Ke$ha – I Am the Dance Commander+I Command You to Dance Daft Punk – Tron: Legacy Reconfigured Lady Gaga – Born This Way The Chainsmokers – Collage Robyn – Honey The Chainsmokers – World War Joy Purity Ring – Womb Lady Gaga – Chromatica Daft Punk – Discovery Porter Robinson – Nurture Lady Gaga – Chromatica Lady Gaga – Chromatica ILLENIUM – Fallen Embers Jungle – Loving In Stereo Lady Gaga – Dawn of Chromatica The Chainsmokers – Collage Daft Punk – Tron: Legacy (Soundtrack) FKA twigs – Caprisongs Swedish House Mafia – Paradise Again The Chainsmokers – So Far So Good Drake – Honestly, Nevermind Beyoncé – Renaissance Beyoncé – Renaissance Justice – Hyperdrama Charli XCX – Brat |
| Előző Nickelback – Dark Horse | Kanadai albumlista első helyezettje 2009. január 24. – 2009. február 6. | Következő Nickelback – Dark Horse |
| Előző Bruce Springsteen – Working on a Dream U2 – No Line on the Horizon Ronan Keating – Songs for My Mother Eoghan Quigg – Eoghan Quigg | Ír albumlista első helyezettje 2009. február 12. – 2009. február 25. (először) 2009. március 20. – 2009. március 26. (másodszor) 2009. április 2. – 2009. április 8. (harmadszor) 2009. április 16. – 2009. április 22. (negyedszer) | Következő Bell X1 – Blue Lights on the Runway Ronan Keating – Songs for My Mother Eoghan Quigg – Eoghan Quigg Christy Moore – Listen |
| Előző U2 – No Line on The Horizon Falco – The Spirit Never Dies | Osztrák albumlista első helyezettje 2009. március 25. – 2009. március 31. 2010. január 8. – 2010. január 14. | Következő Silbermond – Nichts Passiert Bécsi Filharmonikusok / Georges Prêtre – Neujahrskonzert 2010 |
| Előző Ronan Keating – Songs for My Mother Glee Cast – Glee: The Music, Volume 1 Boyzone – Brother Boyzone – Brother | Brit albumlista első helyezettje 2009. április 5. – 2009. május 2. 2010. február 28. – 2010. március 6. 2010. március 21. – 2010. március 27. 2010. április 11. – 2010. április 17. | Következő Bob Dylan – Together Through Life Ellie Goulding – Lights Boyzone – Brother Plan B – The Defamation of Strickland Banks |
| Előző U2 – No Line on the Horizon Susan Boyle – I Dreamed a Dream Amy Macdonald – A Curious Thing | Európai Top 100 albumlista első helyezettje 2009. május 2. – 2009. május 8. (először) 2010. január 16. – 2010. február 26. (másodszor) 2010. április 24. – 2010. május 7. (harmadszor) | Következő Depeche Mode – Sounds of the Universe Sade – Soldier of Love AC/DC – Iron Man 2 |
| Előző Robbie Williams – Reality Killed the Video Star | Német albumlista első helyezettje 2010. január 8. – 2010. február 4. | Következő Peter Maffay – Schall & Wahn |
| Előző Alicia Keys – The Element of Freedom | Svájci albumlista első helyezettje 2010. január 10. – 2010. február 20. | Következő Sade – Soldier of Love |
| Előző Star Guard Muffin – Szanuj | Lengyel albumlista első helyezettje 2011. január 17. – 2011. január 23. | Következő Aga Zaryan – Picking up the Pieces |

## Minősítések és eladási adatok
| Régió | Minősítés   | Eladott példányszám |
| --- | ----------- | ------------------- |
| Ausztrália (ARIA) | 6× platina  | 420 000‡            |
| Ausztria (IFPI Austria) | 7× platina  | 140 000*            |
| Belgium (BEA) | 2× platina  | 60 000*             |
| Brazília (Pro-Música Brasil) | 2× platina  | 120 000*            |
| Kanada (Music Canada) | 7× platina  | 560 000^            |
| Central America | arany       | 5,000               |
| Chile (IFPI Chile) | 2× platina  |                     |
| Dánia (IFPI Denmark) | 2× platina  | 60 000^             |
| Finnország (Musiikkituottajat) | platina     | 25,358              |
| Franciaország (SNEP) | gyémánt     | 700,000             |
| GCC (IFPI Közel-Kelet) | platina     | 6 000*              |
| Németország (BVMI) | 6× platina  | 1 200 000‡          |
| Görögország (IFPI Greece) | platina     | 15 000^             |
| Magyarország (MAHASZ) | 2× platina  | 12 000^             |
| Írország (IRMA) | 9× platina  | 135 000^            |
| Olaszország (FIMI) | 5× platina  | 250 000‡            |
| Japán (RIAJ) | million     | 1 000 000^          |
| Lebanon (IFPI Middle East) | arany       | 1,000               |
| Mexikó (AMPROFON) | 2× platina  | 160 000^            |
| Hollandia (NVPI) | arany       | 30 000^             |
| Új-Zéland (RMNZ) | 5× platina  | 75 000^             |
| Norvégia (IFPI Norway) | platina     | 20 000*             |
| Fülöp-szigetek (PARI) | 9× platina  | 135 000*            |
| Lengyelország (ZPAV) | 3× platina  | 60 000*             |
| Portugália (AFP) | platina     | 20 000^             |
| Szingapúr (RIAS) | platina     | 10 000*             |
| Spanyolország (PROMUSICAE) | platina     | 80 000^             |
| Svédország (GLF) | platina     | 40 000‡             |
| Svájc(IFPI Switzerland) | 4× platina  | 120 000^            |
| Egyesült Királyság (BPI) | 11× platina | 3 300 000‡          |
| Egyesült Államok (RIAA) | 6× platina  | 6 000 000‡          |
| Összesítés |             |                     |
| Európa (IFPI) | 4× platina  | 4 000 000*          |
| Világszerte |             | 18,000,000          |
| * Eladási példányszámok kizárólag a minősítés alapján. ^ Kiszállítási példányszámok kizárólag a minősítés alapján. ‡ Eladási+streaming példányszámok kizárólag a minősítés alapján. |             |                     |

## Megjelenések
| Régió              | Dátum               | Formátum                                           | Kiadó                                                        |
| ------------------ | ------------------- | -------------------------------------------------- | ------------------------------------------------------------ |
| Kanada             | 2008. augusztus 19. | CD, LP, digitális letöltés                         | Universal Music                                              |
| Ausztrália         | 2008. szeptember 5. | CD, digitális letöltés (eredeti standard változat) | Universal Music                                              |
| Ausztrália         | 2008. október 28.   | CD, digitális letöltés (nemzetközi változat)       | Universal Music                                              |
| Egyesült Államok   | 2008. október 28.   | CD, LP, digitális letöltés                         | Streamline, Kon Live, Interscope Records, Cherrytree Records |
| Olaszország        | 2008. október 31.   | CD, digitális letöltés (eredeti standard változat) | Universal Music                                              |
| Olaszország        | 2009. január 30.    | CD, digitális letöltés (nemzetközi változat)       | Universal Music                                              |
| Németország        | 2008. december 2.   | CD, digitális letöltés                             | Universal Music                                              |
| Egyesült Királyság | 2009. január 12.    | CD, digitális letöltés                             | Polydor Records                                              |
| Spanyolország      | 2009. február 24.   | CD, digitális letöltés                             | Universal Music                                              |
| Brazília           | 2009. március 31.   | CD                                                 | Universal Music                                              |
| Kína               | 2009. május 4.      | CD                                                 | Universal Music                                              |
| Japán              | 2009. május 20.     | CD                                                 | Universal Music                                              |
| Japán              | 2009. július 22.    | CD, DVD                                            | Universal Music                                              |

## Közreműködők
| - Akon – háttérvokál - Victor Bailey – basszusgitár - Vicki Boyd – A&R koordinátor - Troy Carter – vezetés - Lisa Einhorn-Gilder – produkciós koordinátor - Flo Rida – rapbetétek - Rob Fusari – társ-ügyvezető producer, a produkciós stáb tagja - Calvin „Sci-Fidelty” Gaines – digitális hangkeverés, basszusgitár - Gene Grimaldi – maszterizálás - Vincent Herbert – ügyvezető producer, A&R - Pieter Henket – fényképész - Tom Kafafian – gitár - Dyana Kass – értékesítési vezető - Martin Kierszenbaum – a produkciós stáb tagja, A&R - Brian Kierulf – a produkciós stáb tagja, szervezés - Lady Gaga – vezető vokál, háttérvokál, a produkciós stáb tagja, zongora, szintetizátor, billentyűsök | - Leah Landon – vezetés - Candice Lawler – fényképész - Dave Murga – dobok - Colby O’Donis – vokál, háttérvokál - Robert Orton – hangkeverés - Jennifer Paola – A&R admin - RedOne – a produkciós stáb tagja, hangszerek, programozás, felvétel, háttérvokál, társ-ügyvezető producer - Andrea Ruffalo – A&R koordinátor - Dave Russell – hangmérnök - Warwick Saint – fényképész - Joshua M. Schwartz – a produkciós stáb tagja, szervezés - Space Cowboy – a produkciós stáb tagja, vokál - Joe Tomino – dobok - Tony Ugval – hangmérnök - Liam Ward – művészeti vezető |

Forrás:

## Fordítás
- Ez a szócikk részben vagy egészben  a   The Fame című angol Wikipédia-szócikk fordításán alapul.  Az eredeti cikk szerkesztőit annak laptörténete sorolja fel. Ez a jelzés csupán a megfogalmazás eredetét és a szerzői jogokat jelzi, nem szolgál a cikkben szereplő információk forrásmegjelöléseként.

## Külső oldalak
- A The Fame album a Metacriticen